# Anton Bachschmidt
Johann Anton Adam Bachschmidt o Bachschmid (Melk, 11 febbraio 1728 – Eichstätt, 29 dicembre 1797) è stato un compositore e violinista tedesco di discendenza austriaca.

## Biografia
Bachschmidt discendeva da una famiglia di musicisti originaria di Traunstein che emigrarono a Melk nel tardo Seicento. Era figlio di Johann Michael, thurnermeister, direttore della musica strumentale di Melk (occupazione già tenuta dal nonno Urban Bachschmidt, 1659-1712), e di Elisabeth Eder. Dopo la morte del padre, avvenuta il 17 febbraio 1730, la madre si risposò con Josef Blaimschauer, il quale succedette a J.M. Bachschmidt nella posizione di thurnermeister.
Anton fu educato presso il collegio di Melk, dove ricevette anche lezioni di violino, flauto, trombone e tastiera. Dopo essersi musicalmente formato, dal luglio del 1751 al maggio del 1753 assunse la direzione della musica strumentale nel collegio e contemporaneamente fu occupato come guardiano del campanile di Melk. Successivamente intraprese un breve viaggio come virtuoso: probabilmente fu attivo presso Würzburg o Wurzabach.
Il 17 settembre 1753 chiese al principe vescovo di Eichstätt, Johann Anton II von Freyberg, di poter entrare al suo servizio come musicista di corte; con un decreto del giorno seguente fu dunque assunto come violinista, flautista, trombonista e contrabbassista con uno stipendio di 200 fiorini che poco dopo, il 6 marzo 1755, fu portato a 230 fiorini. Nel 1766, in occasione di una sua visita nella natale Melk, si esibì presso la chiesa del collegio locale in un concerto per violino e altre composizioni che gli fruttarono un grande successo. Il 15 marzo 1768 fu elevato a konzermeister (maestro dei concerti) e infine il 24 luglio 1773 divenne kapellmeister (maestro di cappella) con uno stipendio di 500 fiorini, succedendo così a Hieronymus Mango, il quale aveva lo stesso anno lasciato vacante la posizione per tornare a Roma.
Il 3 agosto 1786 all'età di 44 anni morì la sua prima moglie Katharina, ma già il 9 settembre dello stesso anno Bachschmidt si risposò con la ventiseienne Maria Walburga Adam. Nel 1793 gli venne conferito un aumento di 50 fiorini. Uno scritto riporta che in età avanzata egli perse la vista, ma ciò non è comprovato da nessun documento. suo figlio Philipp Jakob è venuto dal suo secondo matrimonio.
sposò Johanna Elisabetha Dommler di Kaufbeuren. Ebbe due figli, un figlio Friedrich e una figlia Dorothea.
Dorothea emigrò nell'Ungheria asburgica con suo marito.
La prole tornò in Germania nel 1944. 

## Considerazioni sull'artista
Bachschmidt appartiene alla schiera di quei maestri minori i quali, dotati di bravura artigianale e di grande diligenza, impressero la prassi musicale nella Baviera del XVIII secolo. Nonostante nei suoi lavori sacri egli renda talvolta omaggio allo stile polifonico concertante, la gran parte di essi sembra basarsi sulle antiche maniere.
Nonostante Bachschmidt fosse principalmente noto per i propri lavori chiesastici, egli scrisse anche diversi lavori teatrali. Il cambiamento dal dramma scolastico latino all'opera italiana riflette la chiusura del teatro dei Gesuiti dovuto alla secolarizzazione della città di Eichstätt nel 1773.

## Composizioni

### Opere
- Constantinus ultimus orientis Caesar (dramma scolastico latino, 1761)
- Erstickter Neid und Eifersucht (1762; perduta)
- Jactura fidei (dramma scolastico latino, 1764)
- Pietas in parentem (dramma scolastico latino, 1765)
- Die Liebe zum Vaterland (1766; perduta)
- S Richardus rex (dramma scolastico latino, 1766)
- Sol ex eclipsi (dramma scolastico latino, 1768)
- Il re pastore (libretto di Pietro Metastasio, 1774)
- L'eroe cinese (libretto di Pietro Metastasio, 1775)
- La clemenza di Tito (libretto di Pietro Metastasio, 1776)
- Demetrio (libretto di Pietro Metastasio, 1777; perduta)
- Antigono (libretto di Pietro Metastasio, 1778)
- Ezio (libretto di Anton Raimund, 1780; perduta)

### Musica sacra
- 21 messe
- 1 Requiem
- 3 Domine
- 10 inni
- 29 litanie
- 34 offertori
- 2 canti per il Corpus Christi
- 9 salmi
- 2 Stabat mater
- 6 Te Deum
- 12 vespri

### Musica strumentale
- Suite per orchestra
- Ouverture
- 3 concerti per violino
- Concerto per fagotto
- 24 sinfonie
- 6 quartetti per archi (perduti)
- Concerto per oboe (perduto)